# Nawlja
Nawlja (russisch На́вля) ist eine Siedlung städtischen Typs in der Oblast Brjansk (Russland) mit 14.361 Einwohnern (Stand 14. Oktober 2010).

## Geographie
Die Siedlung liegt etwa 50 km südlich des Oblastverwaltungszentrums Brjansk an der gleichnamigen Nawlja, einem linken Nebenfluss der Desna.
Nawlja ist Verwaltungszentrum des gleichnamigen Rajons Nawlja. Die Siedlung bildet eine gleichnamige Stadtgemeinde (gorodskoje posselenije), zu der außerdem die ländlichen Siedlungen Beresinka (etwa 2,5 km nördlich des Ortszentrums), Krasny Otpusknik (4 km nordwestlich) und Uschinez (gut 2 km südwestlich) gehören.

## Geschichte
1897–1899 wurde durch das Gebiet die Bahnstrecke Moskau – Brjansk – Lgow der damaligen privaten Moskau-Kiew-Woronescher Eisenbahn geführt. Wenig später entstand eine kürzere Direktverbindung nach Konotop, wo bereits Bahnanschluss nach Kiew bestand; als Trennungsbahnhof von der Strecke nach Lgow entstand die Station Nawlja, benannt nach dem in der Nähe überquerten Fluss. Das Jahr des Baubeginns der Strecke und der Station mit zugehöriger Siedlung 1904 gilt auch als Gründungsjahr des Ortes. Die neue Strecke wurde 1907 eröffnet.
1938 erhielt Nawlja den Status einer Siedlung städtischen Typs. Im Zweiten Weltkrieg wurde der Ort im November 1941 von der deutschen Wehrmacht besetzt. In Folge lag er während der Okkupation auf dem Territorium der halb-autonomen „Republik Lokot“, bis er im September 1943 von der Roten Armee zurückerobert wurde.

### Bevölkerungsentwicklung
| Jahr | Einwohner |
| ---- | --------- |
| 1926 | 1.000     |
| 1939 | 5.207     |
| 1959 | 6.933     |
| 1970 | 10.522    |
| 1979 | 11.920    |
| 1989 | 13.709    |
| 2002 | 14.014    |
| 2010 | 14.361    |

Anmerkung: Volkszählungsdaten (1926 gerundet)

## Sehenswürdigkeiten
In Nawlja gibt es seit 1961 ein Museum des Partisanenruhms (Musei partisanskoi slawy), das den Ereignissen des Zweiten Weltkriegs in dem Gebiet gewidmet ist. Von 1991 bis 1996 entstand in der Siedlung die Kirche der Ikone der Gottesmutter von Kasan (церковь Казанской иконы Божией Матери, zerkow Kasanskoi ikony Boschijei Materi).

## Wirtschaft und Infrastruktur
In der Siedlung gibt es Betriebe der Lebensmittel- und holzverarbeitenden Industrie sowie der Forst- und Bauwirtschaft.
Nawlja liegt an der Eisenbahnstrecke Moskau – Kiew (Streckenkilometer 424 ab Moskau Kiewer Bahnhof), von der dort eine Strecke nach Lgow abzweigt. Östlich am Ort führt die Fernstraße M3 vorbei, die Moskau mit der ukrainischen Hauptstadt Kiew verbindet (Teil der Europastraße 101, in der Ukraine als M 02).